# حزب الريادة
حزب الريادة
رئيس الحزب: الأستاذ كمال حسنين
تأسس عام: 2014
تاريخ التاسيس: 17-11-2014
.